# 埃夫里大学
埃夫里-巴黎萨克雷大学（Évry），是法国巴黎萨克雷大学位列埃夫里的校区。
法国巴黎萨克雷大学埃夫里校区是巴黎萨克雷大学在生命科学(尤其是基因组学)、机器人、无人机和车辆工程以及金融数学和经济学研究的核心力量。
巴黎萨克雷大学位列2022世界大学学术排名全球第16名，欧陆第一。

## 历史
埃夫里大学1991年建立，由当年法国政府“大学2000”计划建立新大学之一。
学校与巴黎南部的几所高等院校在2012共同成立了巴黎-萨克雷大学（Université Paris-Saclay)。

## 学校管理

### 历任校长
- Patrick Curmi，2015年至今
- Michel Guillard，2014年-2015年
- Philippe Houdy，2011年-2014年[2]
- Richard Messina，2006年-2011年
- Daniel André，2002年-2006年
- Bernard Chappey，1997年-2002年
- Michel Fayard，1991年-1997年

## 学校组成

### 教学与研究单位
- 法律与政治学院
- 社会管理学院
- 语言艺术音乐学院
- 应用科学科学学院
- 工程学院[3]

### 学院与学校
- 大学技术学院

## 校区
埃夫里大学主要校园均位于埃夫里市中心。

## 教学与研究

### 国际间交流
埃夫里大学参与伊拉斯谟计划及加拿大魁北克省的交换生计划。